# Takasa
Takasa (dříve Heilsarmee) byla švýcarská hudební skupina, která v květnu 2013 reprezentovala Švýcarsko na Eurovision Song Contest 2013 ve švédském Malmö. Skupinu tvořilo šest členů švýcarské Armády spásy.

## Kariéra

### Eurovision Song Contest 2013
Skupina se zúčastnila pod jménem Heilsarmee švýcarského národního kola s písní „You and Me“. 15. prosince v přímém přenosu soutěže získali 37 % diváckých hlasů, nejvíce ze všech účastníků.
Dva dny po vítězství Evropská vysílací unie, která Eurovision Song Contest pořádá, oznámila, že skupina musí změnit svůj název a kostýmy, neboť užívání jména Heilsarmee (Armáda spásy) a uniforem této organizace porušuje pravidlo o politickém a náboženském obsahu. Skupina proto 14. března oznámila, že v Malmö vystoupí pod jménem Takasa, což je zkratka pro The Ansemble Known As Salvation Army
V druhém semifinále obsadili 13. místo se ziskem 41 bodů. Jak však později vyplynulo ze zveřejněných materiálů EBU, Takasa by v případě užití výhradně diváckých hlasů postoupila z pátého místa.

### Po Eurovizi
Po vystoupení na Eurovizi skupina vystoupila pouze na několika místech ve Švýcarsku. K roku 2015 skupina zanikla, jelikož další povinnosti členů skupiny neumožňovaly pokračovat ve vystupování.

## Singly
2012: „You and Me“ (21. místo ve švýcarské hitparádě)